# Софія Магдалена Бранденбург-Кульмбаська
Софія Магдалена Бранденбург-Кульмбаська (нім. Sophie Magdalene von Brandenburg-Kulmbach, 28 листопада 1700 — 27 травня 1770) — королева-консорт Данії та Норвегії у 1730—1746 роках, уроджена німецька принцеса з династії Гогенцоллернів, донька принца Крістіана Генріха Бранденбург-Кульмбаського та графині Софії Крістіани фон Вольфштайн, дружина короля Данії та Норвегії Крістіана VI, матір короля Данії та Норвегії Фредеріка V.
На її честь назване насипане узбережжя Sophien-Magdalenen-Koog у громаді Ройсенкеге у Північній Фризії.

## Біографія

### Дитинство та юність
Софія Магдалена народилась 28 листопада 1700 року у замку Шонберг у підніжжя гори Моріца, де її батьки жили у невизнаному офіційним двором Байройту союзі. Вона була дев'ятою дитиною та четвертою донькою в родині принца Крістіана Генріха Бранденбург-Кульмбаського та його дружини Софії Крістіани фон Вольфштайн. Мала старшу сестру Доротею Шарлотту та братів Георга Фрідріха й Альбрехта Вольфганга. Інші діти померли в ранньому віці до її народження. Протягом восьми наступних років родина поповнилася ще п'ятьма нащадками, з яких дорослого віку досягли Фрідріх Ернст, Софія Кароліна та Фрідріх Крістіан.
Незважаючи на те, що Софія Крістіана була аристократкою та донькою графа, у маркграфстві вважали, що вона не є рівнею чоловікові. Родина жила на невеликий батьківський апанаж і мала багато боргів. У 1703 році Крістіан Генріх підписав Шонберзький договір, за яким відмовлявся від прав успадкування франконських володінь Гогенцоллернів, Бранденбург-Ансбаха та Бранденбург-Байройта, на користь Пруссії. Натомість король Пруссії Фрідріх I брав на себе утримання сім'ї Крістіана Генріха і надавав йому нове місце проживання — замок Веферлінген поблизу Магдебурга. Родина перебралася туди у 1704  році.
Батько помер, коли Софії Магдалені було 7 років. Матір виховувала дітей в релігійному дусі пієтистських традицій. Старший брат почав займатися розірванням Шонберзького договору.
У 1718 році принцесу відправили до двору її троюрідної сестри Крістіани Ебергардіни, яка була дружиною курфюрста Саксонії та короля Речі Посполитої Августа II Фрідріха й мешкала окремо від двору чоловіка у Дрездені, віддаючи перевагу містам Торгау та Преч. Софія Магдалена стала її фрейліною.
У липні 1721 року, під час подорожі Європою у пошуках нареченої, в замку Преч її побачив кронпринц Данії та Норвегії Крістіан. Враження, яке дівчина справила на нього, було настільки сильним, що він написав королю листа, повідомляючи, що хоче жити з нею та померти разом. В листах він також зазначав надзвичайну релігійність принцеси, яка нагадувала його власну, що також було добре сприйнято. З політичної точки зору партія для Данії була невигідною, однак Фредерік IV без вагань погодився. Він, в свою чергу, також повінчався з коханою жінкою Анною Софією Ревентлов. Якраз у травні він зробив її королевою Данії та Норвегії.

### Шлюбне життя
Після переговорів із матір'ю нареченої, яка дала згоду, відбулося весілля 20-річної Софії Магдалени зі старшим від неї на рік кронпринцом Данії та Норвегії Крістіаном. Вінчання пройшло у замку Преч 7 серпня 1721 року. Крістіана Ебергардіна влаштувала з цього приводу дев'ятиденне свято та забезпечила нареченій посаг. Згодом молодята відбули до Копенгагену. Резиденцією королівської родини був старий Копенгагенський замок, де до 1728 року велася реставрація. Шлюб виявився щасливим та гармонійним. Чоловік поважав Софію Магдалену та довіряв їй.
Французький посол у Данії змальовував кронпринцесу як горду, вражаючу жінку, яка не має високого зросту чи видатних форм, не дуже вродливу, але дуже величну, з білою шкірою, приємним обличчям, яскравими світло-блакитними очима та красивими губами. Кронпринца він описував як хворобливого маленького джентльмена з блідим видовженим обличчям та великим носом. Своїми фрейлінами кронпринцеса призначила некрасивих жінок, аби чоловік не мав нагоди чимось спокуситися.
Наступного року кронпринцеса завагітніла і у березні 1723 року народила спадкоємця. Крістіан з цього приводу подарував дружині великий смарагд. Всього у подружжя було троє дітей.
Софія Магдалена підтримувала тісні зв'язки зі своєю сім'єю. Матір, яка навідала її під час першої вагітності, залишилася в Данії до кінця життя. Згодом до неї приєдналася і сестра Софія Кароліна, два брати були данськими адміралами. Витрати на підтримку цих родинних зв'язків лягли важким тягарем на бюджет Данії.

### Королева

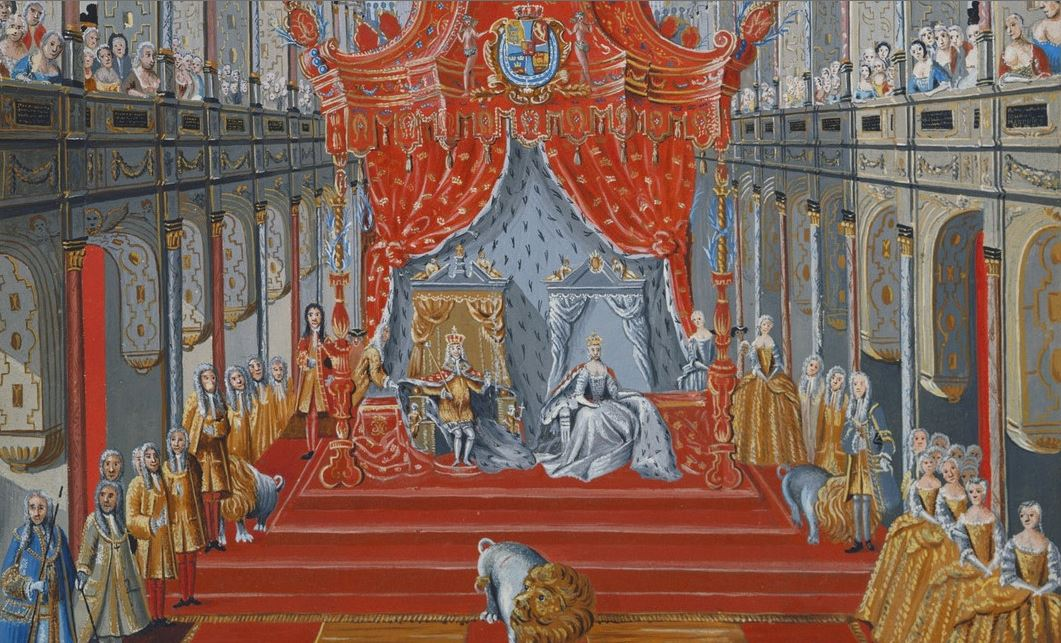
Коронація пари

12 жовтня 1730 року Крістіан посів трон королівства Данії та Норвегії, Софія Магдалена стала королевою-консортом. Оскільки до дружини свекора, як і її чоловік, ставилася негативно, то відмовилася носити ту ж корону, що й її попередниця. Нова корона була виготовлена до 1731 року і стала зменшеною копією старої та мала меншу вартість. Коронація пройшла 6 червня 1731 року у замковій церкві Фредеріксборгу.
Королівське подружжя було глибоко релігійним. Їхній двір відзначався суворим пієтизмом та жорстким етикетом, і, внаслідок, похмурістю.  Жоден з їхніх двох дітей, які отримали любляче та турботливе виховання, не сприйняв батьківських ідеалів, що дуже засмучувало Софію Магдалену. Королева була непопулярною, як у народі, так і серед аристократії та при дворі. Її вважали пихатою, зарозумілою та марнотратною, а також звинувачували в тому, що вона надто контролює чоловіка, а її брати мають більш високий ранг, ніж принци крові.
Незважаючи на пієтизм, пара полюбляла велич і розкіш.
У 1731 році надмірно розширений та застарілий Копенгагенський палац було зруйновано для того, щоб побудувати на його місці новий – перший Крістіансборґ. Тимчасово сімейство оселилося у незручному Фредеріксборгу, де час від часу також велися будівничі роботи У 1740 році розкішна будівля у стилі рококо була готова до заселення. Кімнати королеви знаходились у північному крилі навпроти каплиці. 26 листопада королівська родина урочисто в'їхала до палацу, на честь чого було влаштовано грандіозне свято та гарматний салют. 
Ставши королем, Крістіан передав дружині старий замок Херсхольм на озері. Софія Магдалена вирішила перебудувати його у гідну королівську літню резиденцію. Будівництво велося з 1730 до 1744 року. Любов королеви до розкошів сприяла тому, що монарх у 1734—1736 роках звів замок Ермітаж, замок Софенберг у 1742—1746 роках та заклав новий замок Фрідріхсру у 1744 році в Драге, на місці старого, подарованого подружжям брату Софії Магдалени, Фрідріху Ернсту. На думку королеви, красиві будівлі робили честь країні. Замки були дорогими, однак, оскільки раніше більшу частину бюджету Данія витрачала на війну, частина грошей вивільнилася. До того ж, будівництво створило активність і процвітання країни. Водночас, це сприяло припиненню відтоку робочої сили за кордон.
У 1732 році, в річницю шлюбу, королева заснувала Орден Повної згоди, яким нагороджувалися представники обох статей.
Королівське подружжя рідко з'являлося на публіці, навіть по місту вони пересувалися у закритій кареті. Під час їхнього правління була введена заборона на розваги по неділям, а у 1735 році оприлюднена постанова про примусове відвідування церкви, порушення якої вело до штрафів чи покарань на ганебному стовпі.
У 1737 році королева створила у замку Валло Будинок старих дів шляхетного походження. У 1740 році заснувала Фонд Королівських коштовностей, куди віддала більшу частину своїх коштовностей.

### Подальше життя

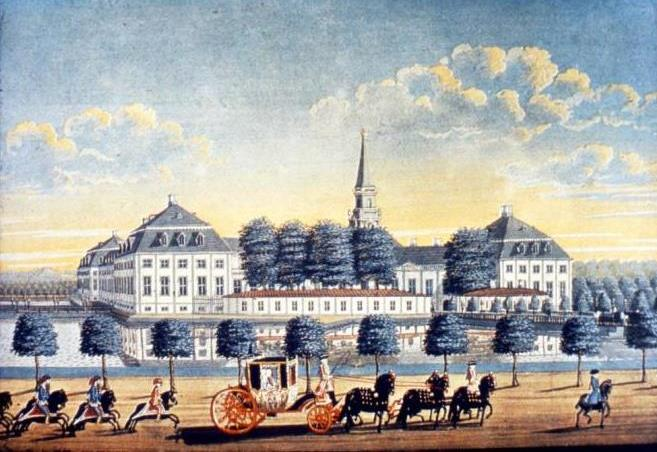
Замок Херсхольм

6 серпня 1746 року, у переддень срібної річниці весілля, король Крістіан VI пішов з життя. Відразу після його похорону Софія Магдалена склала власний заповіт.
Новим королем став їхній син Фредерік V. У королеви з ним були надто різні темперамети, аби налагодити добрі відносини. Король полюбляв пиячити та вів розпусне життя. До того ж він знаходився під впливом обер-гофмаршала Адама Готлоба Мольтке. 
Мешкала Софія Магдалена, головним чином, у палаці Херсхольм, розташованому на північ від Копенгагена. Будівля на 250 кімнат у стилі бароко, оточена садом, отримала назву «Версаль Півночі» і вважалася однією з найкрасивіших в Європі. Палац був обставлений французькими меблями та мав штори на вікнах, що було нововведенням того часу. Поруч було створено невелике містечко. Королева провела там низку сільськогосподарчих змін за допомогою свого гофмейстера та секретаря Крістіана Ґюнтера цу Штольберг-Штольберга, які згодом були поширені по всій країні.
У 1766 році, останнім з її дітей, помер Фредерік. Престол королівства обійняв її онук Крістіан VII, який був не зовсім здоровим психічно, але мав теплі відносини з бабусею. У липні 1766 року вона сприяла звільненню обер-гофмаршала Адама Готлоба Мольтке.
У 1768 році при данському дворі з'явився німецький лікар Йоганн Фрідріх Струензе, який швидко почав набирати влади при неврівноваженому Крістіанові VII. У січні 1770 року він оселився у палаці Крістіансборґ, а навесні став коханцем його дружини Кароліни Матильди. Чутки про це ширилися столицею, і до літа у курсі був весь Копенгаген. В цей час Софія Магдалена пішла з життя у Крістіансборґу у віці 69 років, до початку скандалу при дворі. Була похована, за власним бажанням, без надмірних церемоній у каплиці Фредеріка V в Роскілльському соборі.

## Родина

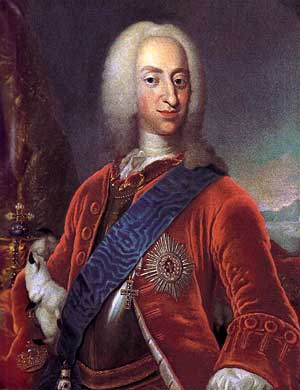
Портрет Крістіана пензля Й. С. Валя

Чоловік —  Кристіан VI, король Данії та Норвегії
Діти:
- Фредерік (1723—1766) — наступний король Данії та Норвегії у 1746—1766 роках, був одруженим із британською принцесою Луїзою, а після її смерті — з принцесою Юліаною Марією Брауншвейг-Вольфенбюттельською, мав семеро дітей від обох шлюбів та п'ятеро дітей від Ельзе Хансен;
- Луїза (19 червня—20 грудня 1724) — прожила 6 місяців;
- Луїза (1726—1756) — дружина герцога Саксен-Хільдбурґхаузену Ернста Фрідріха III, мала єдину доньку, що померла немовлям.